# Municipio de Shell River
El municipio de Shell River (en inglés: Shell River Township) es un municipio ubicado en el condado de Wadena en el estado estadounidense de Minnesota. En el año 2010 tenía una población de 233 habitantes y una densidad poblacional de 2,49 personas por km².

## Geografía
El municipio de Shell River se encuentra ubicado en las coordenadas 46°46′7″N 94°58′32″O / 46.76861, -94.97556. Según la Oficina del Censo de los Estados Unidos, el municipio tiene una superficie total de 93.53 km², de la cual 90,4 km² corresponden a tierra firme y (3,35 %) 3,13 km² es agua.

## Demografía
Según el censo de 2010, había 233 personas residiendo en el municipio de Shell River. La densidad de población era de 2,49 hab./km². De los 233 habitantes, el municipio de Shell River estaba compuesto por el 96,14 % blancos, el 0,43 % eran afroamericanos, el 1,72 % eran amerindios y el 1,72 % eran de una mezcla de razas. Del total de la población el 0,43 % eran hispanos o latinos de cualquier raza.